# Ectrosia
Ectrosia és un gènere de plantes de la subfamília de les cloridòidies, família de les poàcies, ordre de les poals, subclasse de les commelínides, classe de les liliòpsides, divisió dels magnoliofitins.

## Taxonomia
- Ectrosia agrostoides Benth.
- Ectrosia anomala C.E. Hubb.
- Ectrosia appressa S.T. Blake
- Ectrosia blakei C.E. Hubb.
- Ectrosia confusa C.E. Hubb.
- Ectrosia danesii Domin
- Ectrosia eragrostoides Domin
- Ectrosia gulliveri F. Muell.
  - Ectrosia gulliveri var. gulliveri
  - Ectrosia gulliveri var. squarrulosa (Domin) C.E. Hubb.
- Ectrosia lasioclada (Merr.) S.T. Blake
- Ectrosia laxa S.T. Blake
- Ectrosia leporina R. Br.
  - Ectrosia leporina var. leporina
  - Ectrosia leporina var. longiglumis C.E. Hubb.
  - Ectrosia leporina var. micrantha Benth.
  - Ectrosia leporina var. pauciflora C.E. Hubb.
  - Ectrosia leporina var. spadicea (R. Br.) Domin
- Ectrosia scabrida C.E. Hubb.
- Ectrosia schultzii Benth.
  - Ectrosia schultzii var. annua C.E. Hubb.
  - Ectrosia schultzii var. schultzii
- Ectrosia spadicea R. Br.
- Ectrosia squarrulosa Domin
- Ectrosia subtriflora Ohwi